# Фракционе резерве у банкарству
Фракционе резерве у банкарству представљају минималне или обавезне резерве која банка има ради исплаћивања монетарних захтјева својих клијената.
Метод фракционих резерва банкарства је систем банкарства који се примењује у свим земљама широм свијета, према којем банке које примају депозите од јавности задржавају само дио својих депозитних обавеза у ликвидним средствима као резерву, обично позајмљујући преостали дио зајмопримцима. Банкарске резерве се чувају као готовина у банци или као салдо на рачуну банке код централне банке. Фракциона резервна банкарства се разликује од хипотетског алтернативног модела, пуне резерве банкарства, у којем би банке задржавале све депозите клијената као резерве.
Централна банка земље може одредити минимални износ који банке морају држати као резерве, назван "захтев за резервама" или "резервни однос". Већина комерцијалних банака држи више од овог минималног износа као вишак резерви. Неки крајеви, попут англосферских земаља Сједињених Америчких Држава, Велике Британије, Канаде, Аустралије и Новог Зеланда, као и три скандинавске земље, уопште не намећу захтјеве за резервама.
Банковни депозити обично имају релативно краткорочни рок трајања и могу бити "на позив", док су зајмови које банке одобравају обично дугорочни, што доводи до ризика да клијенти у било ком тренутку колективно желе повући готовину са својих рачуна у износу већем од резерви банке. Резерве пружају ликвидност само за покривање повлачења у оквиру нормалног обрасца. Банке и централна банка очекују да ће се у нормалним околностима повући само одређени проценат депозита у исто време и да ће резерве бити довољне да задовоље потражњу за готовином. Међутим, банке се могу наћи у ситуацији мањка када депоненти желе повући више средстава него што банке имају резерви. У том случају, банка која доживљава мањак ликвидности може позајмити краткорочна средства на тржишту међубанкарских позајмица од банака са вишком ликвидности. У изузетним ситуацијама, као што је током неочекиваног банкарског повлачења, централна банка може пружити средства како би покрила краткорочни мањак као последњи извор позајмљивања.
Пошто банке држе мање резерви него што износе њихове депозитне обавезе, и зато што се депозитне обавезе сматрају самосталним новцем, фракционо резервно банкарство омогућава раст новчане понуде изнад износа основног новца који је првобитно створен од стране централне банке. У већини земаља, централна банка (или друго тело за монетарну политику) регулише стварање банкарског кредита, постављајући захтеве за резервама и однос адекватности капитала. Ово помаже да се осигура да банке остану солвентне и да имају довољно средстава да задовоље потражњу за повлачењем, и може се користити како би се утицао на процес стварања новца у банкарском систему. Међутим, уместо директног контролисања новчане понуде, савремене централне банке обично слиједе циљ каматних стопа како би контролисале издавање кредита од стране банака и стопу инфлације.

## Историја
Фракционо резервно банкарство постоји прије формирања владиних монетарних ауторитета и потиче од увида банака да генерално не захтјевају сви депоненти истовремено исплату. У прошлости, штедише које су желеле да чувају своје новчиће и драгоцености у сефовима су депоновале злато и сребро код ковача, добијајући заузврат потврду о депозиту. Ове потврде су стекле прихваћеност као средство размене у комерцијалним трансакцијама и тако постале рани облик кружећег папирног новца. Како су се ове потврде директно користиле у трговини, ковачи су приметили да људи обично неће одмах затражити исплату свих својих потврда, те су видели прилику да инвестирају своје резерве новчића у каматне зајмове и хартије од вредности. Ово је генерисало приходе за коваче, али их је оставило са више издатих потврда него што су имали резерви за њихово исплаћивање. Запоцет је процес који је променио улогу ковача, од пасивних чувара племенитих метала који наплаћују накнаде за сигурно чување, до банака које плаћају и зарађују камату. Тако је рођено фракционо резервно банкарство.
Ако повериоци (носитељи потврда о депозиту злата које су првобитно депоноване) изгубе поверење у способност банке да исплати њихове потврде, многи би одједном затражити исплату својих потврда. Ако, као одговор на то, банка не би могла прикупити довољно средстава позивајући кредите или продајом хартија од вредности, банка би или постала несолвентна или би прекршила обавезе према својим потврдама. Таква ситуација назива се банкарски тркач и довела је до пропасти многих раних банака.
Ове ране финансијски кризе довели су до стварања централних банака. Шведска Риксбанк је била прва централна банка на свијету, основана 1668. године. Многе земље су пратиле тај пример крајем 1600-их година како би успоставиле централне банке којима је била дата законска моћ да поставе захтеве за резервама и специфицирају облик у којем је потребно држати таква средства (названа монетарна база). Како би ублажиле утицај банкарских пропасти и финансијских криза, централним банкама је такође дато овлашћење да централизују чување драгоцених металних резерви банака, олакшавајући тако трансфер злата у случају банкарских тркача, да регулишу комерцијалне банке и делују као последњи извор позајмљивања уколико се нека банка суочи са банкарским тркачем. Појава централних банака смањила је ризик од банкарских трка путем фракционом резервном у банкарству, омогућавајући праксу да се настави као што то данас чини, где је то систем банкарства који превладава у скоро свим земљама широм света.
Током двадесетог вијека, улога централне банке се проширила како би укључила утицај или управљање различитим макроекономским варијаблама политике, укључујући мерења инфлације, незапослености и међународног биланса плаћања. У спровођењу такве политике, централне банке су повремено покушавале да управљају каматним стопама, захтевима за резервама, као и различитим мерама новчане понуде и монетарне базе.

## Рерулаторни оквир
У већини правних система, банковни депозит није депозит у залогу. Другим речима, средства која су депонована више нису својина клијента. Средства постају својина банке, а клијент заузврат добија активу која се назива депозитни рачун (текући или штедни рачун). Тај депозитни рачун представља обавезу на билансу банке.
Свака банка је правно овлашћена да изда кредит до одређеног множитеља својих резерви, па су резерве које су доступне за исплату депозитних обавеза мање од укупног износа који банка има обавезу да плати у задовољењу захтева за повлачење депозита. Фракционо резервно банкарство углавном функционише глатко, јер релативно мало депонента тражи исплату у било ком тренутку, а банке одржавају довољно резерви да покрију повлачење готовине депонента и друге захтеве за средствима. Међутим, током банкарског тркача или опште финансијске кризе, захтеви за повлачењем могу премашити банкину резервну сигурносну маргину, и банка ће бити приморана да повећа додатне резерве како би избегла несвршавање својих обавеза. Банка може прикупити средства путем додатних позајмица (нпр. задуживањем на међубанкарском тржишту или од централне банке), продајом имовине или позивањем краткорочних зајмова. Ако повериоци страхују да банка остаје без резерви или је несолвентна, имају подстицај да што пре повуку своје депозите пре него што други депоненти приступе преосталим резервама. Дакле, страх од банкарског тркача може заправо убрзати кризу.
Многе праксе савремене регулативе банака и централног банкарства, укључујући централизовано чишћење плаћања, позајмљивање централне банке чланицама, регулаторно ревизорско праћење и државно-администрирано осигурање депозита, дизајниране су како би спречиле појаву таквих банкарских тркача.

## Економске функције
Фракционо резервно банкарство омогућава банкама да пруже кредит, што представља одмах доступну ликвидност за зајмопримце. Банке такође пружају дугорочне зајмове и делују као финансијски посредници за та средства. Мање ликвидне врсте депозита (као што су орочени депозити) или ризичније класе финансијских средстава (као што су акције или дугорочне обвезнице) могу задржати имовину депонента на одређено време, чинећи је недоступном за тренутну употребу. Ова функција "позајмљивања кратко, позајмљивања дугорочно" или трансформације доспећа фракционо резервног банкарства је улога коју, према мишљењу многих економиста, може се сматрати важном функцијом комерцијалног банкарског система.
Процес фракционог резервног банкарства повећава новчану понуду економије, али истовремено повећава ризик да банка неће моћи да испуни захтеве својих депонената за повлачењем. Модерно централно банкарство омогућава банкама да практикују фракционо резервно банкарство путем међубанкарских пословних трансакција са смањеним ризиком банкрота.
Додатно, према макроекономској теорији, добро регулисан систем фракционог резервног банкарства може се користити од стране централне банке како би утицала на новчану понуду и каматне стопе. Утицање на каматне стопе је важан део монетарне политике коју користе централне банке ради промоције макроекономске стабилности. Историски, централне банке су повремено дискреционо мењале захтеве за резервама како би директно утицале на новчану понуду и путем тог механизма на ниво каматних стопа. Међутим, данас се ова политика ретко користи. У Сједињеним Америчким Државама, Федералне резерве су у потпуности укинуле захтеве за резервама 2020. године, уместо тога, радије користе промене каматне стопе плаћене на резервама које држе комерцијалне банке као свој најважнији инструмент монетарне политике за директно утицање на шири ниво каматних стопа у економији.